# Anisodes inquinata
Anisodes inquinata là một loài bướm đêm trong họ Geometridae.